# Statenverkiezingen Sint Maarten 2010
Op 17 september 2010 vonden in Sint Maarten verkiezingen plaats voor de eerste Staten van Sint Maarten.
Deze verkiezingen werden gehouden vanwege de opheffing van de Nederlandse Antillen op 10 oktober 2010 en de toetreding van Sint Maarten als zelfstandig land tot het Koninkrijk der Nederlanden.
De verkiezingen werden gehouden voor vijftien zetels in de Staten voor een zittingstermijn van vier jaar.
De uitslag van deze verkiezingen was als volgt:
| Partij                             | Partijleider          | Stemmen | Percentage | Zetels |
| ---------------------------------- | --------------------- | ------- | ---------- | ------ |
| National Alliance (NA)             | William Marlin        | 6.298   | 45,94      | 7      |
| United People's Party (UP)         | Theo Heyliger         | 4.943   | 36,06      | 6      |
| Democratic Party (DP)              | Sarah Wescot-Williams | 2.339   | 17,06      | 2      |
| Concordia Political Alliance (CPA) | Jeffrey Richardson    | 128     | 0,93       | 0      |
| Opkomst                            | -                     | 13.707  | 71         | 15     |

Op 10 oktober 2010 werden de Statenleden geïnstalleerd.
Franklin Hanze werd op 8 november 2010 benoemd tot interim-griffier. Hij werd later vervangen door Jossy Semeleer. Gracita  Arrindell werd de eerste statenvoorzitter.
Tijdens de zittingsperiode vonden de volgende mutaties plaats:
| Partij                     | Leden (fractieleider vetgedrukt)                                                                  | Mutaties |
| -------------------------- | ------------------------------------------------------------------------------------------------- | --- |
| National Alliance (NA)     | George Pantophlet Rodolphe Samuel - Voorzitter Lloyd Richardson Hyacinth Richardson Louie Laveist | Al snel na de installatie van het parlement verliet Patrick Illidge de NA. Frans Richardson verliet de NA in februari 2011. William Marlin is op 21 mei 2012 minister geworden. Rodolphe Samuel werd op 12 juni 2012 geïnstalleerd. |
| United People's Party (UP) | Gracita R. Arrindell Sylvia Meyers-Olivacce Ruth Douglass Jules James Johan Leonard               | Romain Laville verliet op 30 april 2012 de fractie en ging als onafhankelijk lid verder. Johan Leonard en Ruth Douglass werden op 8 november 2010 geïnstalleerd, nadat Theo Heyliger en Rhoda Arrindell minister werden.            |
| Democratic Party (DP)      | Roy Marlin Petrus de Weever - 2e Ondervoorzitter                                                  | Roy Marlin werd op 8 november 2010 geïnstalleerd, nadat Sarah Wescot-Williams minister is geworden. |
| Onafhankelijken            | Frans Richardson Patrick Illidge Romain Laville - 1e Ondervoorzitter                              | Frans Richardson verliet de NA in februari 2011. Patrick Illidge verliet de NA al snel na de installatie van het parlement. Romain Laville verliet de UP op 30 april 2012.                                                          |

2010 · 2014 · 2016 · 2018 · 2020 · januari 2024 · augustus 2024